# Уфимка (Челябинская область)
Уфи́мка — посёлок в Верхнеуфалейском городском округе Челябинской области России.

## География
Находится на правом берегу реки Уфа, на расстоянии примерно 22 км к юго-западу от города Верхний Уфалей, административного центра городского округа. Абсолютная высота — 334 м над уровнем моря.

## Население
| 2002 | 2010 |
| ---- | ---- |
| 289  | ↘197 |

### Половой состав
По данным Всероссийской переписи, в 2010 году численность населения посёлка составляла 197 человек (89 мужчин и 108 женщин).

## Улицы
| - ул. Заречная, - ул. Комсомольская, - ул. Культуры, | - ул. Набережная, - ул. Советская, - пер. Школьный. |